# Жаров, Михаил Иванович (хоккеист)
Михаи́л Ива́нович Жа́ров (3 июня 1953, Воскресенск, Московская область — 17 сентября 2013) — советский хоккеист, защитник. Заслуженный тренер России.

## Биография
Воспитанник воскресенского «Химика». В сезонах 1970/71 — 1971/72 играл в классе «Б» за «Сатурн» Раменское. 10 сезонов (1971/72 — 1981/82) отыграл в высшей лиге за «Химик». В сезоне 1997/98 провёл один матч за «Авангард» Тамбов.
Работал тренером в детской спортивной школе «Химика». Среди воспитанников — Вячеслав Козлов, Сергей Королёв, Владимир Толоконников, Александр Чербаев, Кирилл Тарасов, Дмитрий Черных, Михаил Юньков.
Скончался 17 сентября 2013 года в возрасте 60 лет.